# Tr1
Tr1 – parowóz pruskiej serii G7³ zaprojektowany w 1893 roku do prowadzenia pociągów towarowych na krótkich trasach. Wyprodukowano dla kolei pruskich 85 parowozów. Na inwentarzu PKP znalazły się 33 parowozy pruskiej serii G7³.